# Banksia bipinnatifida
Banksia bipinnatifida är en tvåhjärtbladig växtart. Banksia bipinnatifida ingår i släktet Banksia och familjen Proteaceae.

## Underarter
Arten delas in i följande underarter:
- B. b. bipinnatifida
- B. b. multifida